# Rhododendron subulatum
Rhododendron subulatum är en ljungväxtart som först beskrevs av Takenoshin Nakai, och fick sitt nu gällande namn av Harri Harmaja. Rhododendron subulatum ingår i släktet rododendron, och familjen ljungväxter. Inga underarter finns listade i Catalogue of Life.